# Mina Canta

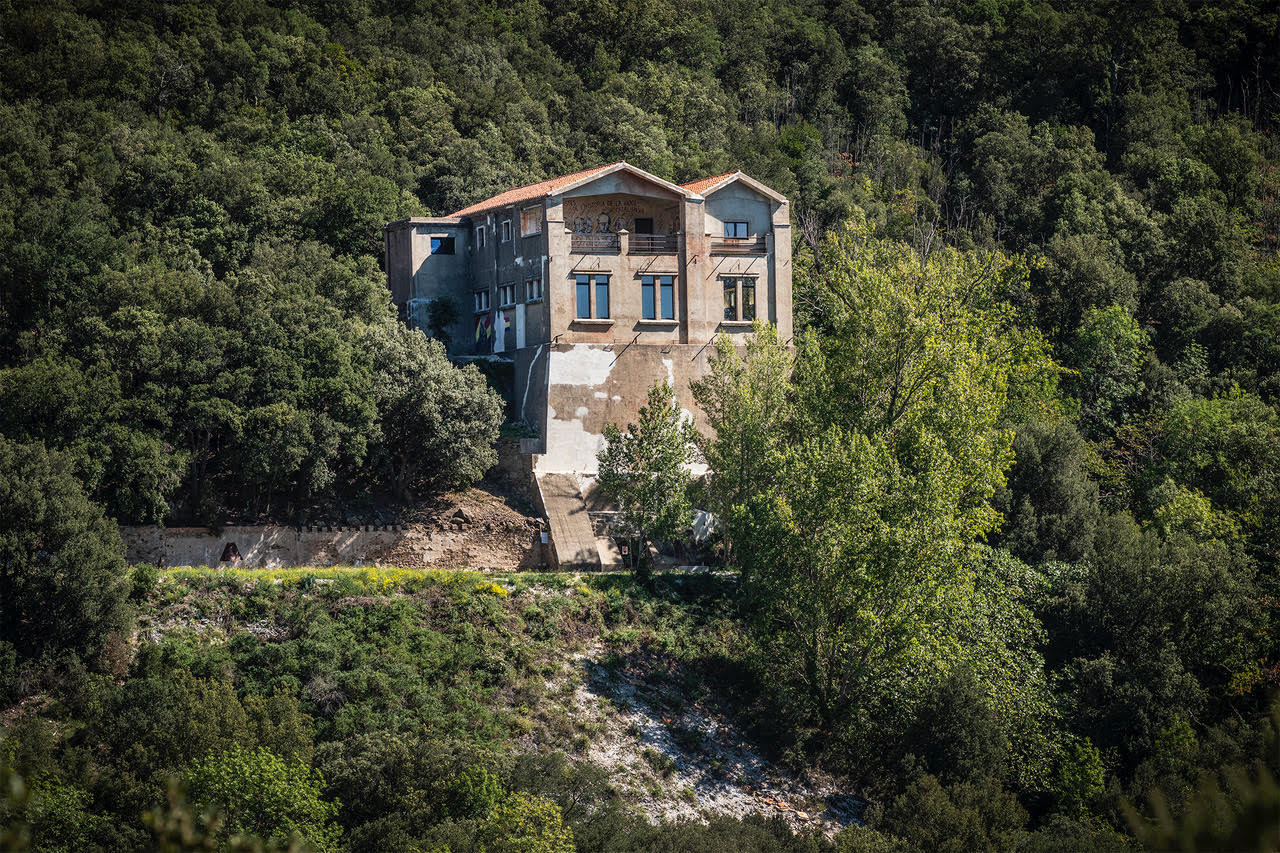
La Mina Canta o d'en Negrín des de la carretera La Vajol-Maçanet de Cabrenys

La mina Canta, també coneguda com a mina d'en Negrín, està situada al terme municipal de la Vajol (Alt Empordà) i és coneguda per haver-s'hi construït el 1937, durant la Guerra d'Espanya, sobre un dels seus accessos, un edifici de formigó armat i una cambra cuirassada que va ser utilitzat com a dipòsit temporal dels fons de la Caja de Reparaciones i de part del patrimoni artístic evacuat de Madrid.

## La mina de talc de la Vajol
La mina de la família Giralt Canta de la Vajol era una explotació de talc (Talcos Canta SA, fundada el 1905 i documentada des de 1868), anomenat popularment guix de sastre o sabonet (fil·losilicat de magnesi hidratat). La mina va arribar a donar feina a unes trenta persones i estava situada al sector sud-oest del municipi, anomenat mina de Les Valls (i també Els Avalls o Gurugú), a menys de 2 km de la frontera amb França.
Degut a la seva posició geoestratègica, l'Empordà va ser rellevant durant tot el conflicte. Les línies de ferrocarril i el viaducte de Colera conformaven l'entrada de material i aliments, la comunicació directa amb França. La mina de la Vajol és una peça més de tot un entramat de dipòsits del patrimoni artístic i econòmic adaptats i creats de nou en funció de les necessitats del Govern de la República dins el context de la guerra contra els insurrectes que es van aixecar en armes contra el Govern i el règim republicà legalment establert.
Figueres, Peralada i La Vajol van ser els tres dipòsits principals d'una part del procés de salvaguarda i evacuació del patrimoni artístic i econòmic de la República gestionats per la Dirección General de Bellas Artes y el Ministerio de Hacienda, concretament, per la Junta Central del Tesoro Artístico i la Caja de Reparaciones, creades el 1936.
A nivell de gestió de la salvaguarda i evacuació del patrimoni artístic català, gestionat per la Conselleria de Cultura i el Servei de Museus, els principals dipòsits a les comarques gironines van ser Olot, Bescanó, Agullana i Darnius.
Des del principi del conflicte importants carregaments i col·leccions artístiques de Madrid van traslladar-se, com els fons de la Caja de Reparaciones, primer a València i, més endavant, a Barcelona, a l'Empordà i, finalment, a França, per acabar arribant a Suïssa. Finalment, aquests fons van retornar a Espanya, un cop establerta la dictadura militar del General Franco, el setembre de 1939, a través del Servicio de Defensa del Patrimonio Artístico Nacional (SDPAN), creat pel Govern de Burgos el 1938 i que es va ocupar del retorn del patrimoni artístic segons els Acords de Figueres del 3 de febrer de 1939.
L'Ajuntament de la Vajol ha treballat durant anys, ja dels dels anys 70 amb l'alcalde Miquel Giralt, i darrerament, amb els mandats dels alcaldes Montserrat Sarabia, Dolors Manzanera i Joaquim Morillo, per poder oferir al públic la seva visita i ajudar a difondre un dels episodis històrics més excepcionals i extraordinaris del nostre passat recent. Per a dur a terme aquesta tasca s'ha comptat amb la col·laboració del Consell Comarcal de l'Alt Empordà, que va declarar l'edifici com a Bé Cultural d'Interès Local (BCIL) el 2020, de la Diputació de Girona, que ha finançat les obres de reforma i manteniment i de la Generalitat de Catalunya, que ha finançat la museografia actual. Concretament, l'historiador de l'art i fotògraf figuerenc Josep Algans, gràcies a l'ajut de la Direcció General de Memòria Democràtica, ha coordinat una proposta museogràfica per a l'edifici de la mina que inclou textos explicatius i un petit audiovisual per acompanyar les visites guiades que s'hi fan a través del servei educatiu del Museu Memorial de l'Exili (MUME).

## El projecte de construcció i la seva funció
L'1 d'agost de 1936 el Ministeri d'Educació y Belles Arts va crear l'organisme anomenat Junta de Incautación y Protección del Tesoro Artístico, amb l'objectiu de protegir les obres de valor d'esglésies, convents i altres edificis.
A finals de setembre de 1936 es va crear La Caja de Reparaciones (Caja general de reparaciones de daños y perjuicios de la guerra) a instàncies del Ministeri d'Hisenda, dirigit per Juan Negrín López, amb la funció de recaptar fons econòmics i béns mobles, com metalls preciosos o col·leccions privades d'art, i béns immobles per sostenir l'esforç de guerra i, finalment, per mantenir el Govern de la República a l'exili.
El govern republicà es va traslladar, el novembre de 1936, davant l'ofensiva de Madrid, a València, i també s'hi va evacuar la Caja de Reparaciones. L'evolució dels fronts de guerra, amb l'arribada dels franquistes al mediterrani a Vinaròs, i les diferents crisis dins del territori republicà, com Els Fets de Maig de 1937, que van suposar la reorganització del Govern i la presidència de Juan Negrín, va accelerar una nova etapa en els trasllats del patrimoni artístic i econòmic de la República, de València a Barcelona, el mes de novembre de 1937.
El 1937 l'espai de la mina Canta de la Vajol va ser confiscada i s'hi va construir un edifici bunqueritzat amb funció de refugi i dipòsit, inicialment dels fons del Banc d'Espanya, la Caja de Reparaciones i la Junta del Tesoro Artístico. Durant mesos, un grup d'obrers procedents de Cartagena, on ja existia el dipòsit del Banc d'Espanya a La Algameca, situat en un dels polvorins de la base naval de Cartagena, va fer les obres de condicionament i construcció sota la direcció de l'arquitecte i tinent de l'Exèrcit Popular de la República Juan Negrín Mijailov (Lepzig, 1914 – Niça, 2001), fill del president del Govern. Per a poder construir l'edifici es van fer diferents bancals i contraforts per salvar el fort desnivell existent i no es van estalviar esforços ni materials de construcció. La solidesa de l'obra, amb formigó i pedra, s'ha mantingut fins fa pocs anys, tot i estar en estat d'abandonament i sense tancaments des de 1939.
Per a aquest projecte estratègic, directament vinculat al Ministeri d'Hisenda i a la Presidència del Govern, es va triar aquesta ubicació per diferents motius, entre els quals hi havia la proximitat a la frontera, la difícil orografia, que protegia d'un fàcil accés per via terrestre i també aèria, i per l'existència d'una mina subterrània, que es va aprofitar per a la construcció de la càmera cuirassada subterrània i per fer la construcció d'accés, la protecció del sistema d'ascensors que connectava l'edifici amb el dipòsit.
La mina original es va reforçar i l'edifici es va camuflar, amb pintura de camuflatge i amb lones, per ocultar-lo i evitar la seva localització per part de l'aviació enemiga, essent un dels dipòsits més segurs dels utilitzats pel Govern republicà. A la part exterior de l'edifici encara es poden observar restes de la pintura de camuflatge.
La càmera cuirassada, amb una superfície d'uns 150 m² i uns 4 m d'alçada, va ser reforçada amb murs d'entre 2 i 4 m de gruix estava situada a uns 200 m de l'entrada de la mina, darrera de l'edifici i justament uns 100 m sota la muntanya. L'edifici funcionava com a porta d'accés a la càmera de seguretat, que encara es conserva, actualment, tot i que l'accessibilitat és molt limitada.
A la cambra subterrània es van disposar els materials i objectes que no patien amb la humitat i a l'edifici es van dipositar obres d'art, incloent algunes obres d'especial significació.
La mina es va convertir en un búnquer, amb porta blindada, generador elèctric i dependències de dipòsit, despatx i habitació. La part principal de l'edifici eren els dos muntacàrregues o ascensors per permetre l'entrada i la sortida des de l'interior de la mina.
Es va dipositar un tresor d'or i joies valorat en 200 milions de dòlars, que més tard seria transportat, el febrer de 1939, al vaixell Vita fins a Mèxic.
Un batalló de carrabiners completava la seguretat de l'espai, convertint-lo en un refugi d'excepcionals condicions.

## El funcionament de l'edifici
La mina de la Vajol formava part, juntament amb el Castell de Sant Ferran de Figueres i el Castell de Miquel Mateu Pla de Peralada, del grup de dipòsits d'obres d'art i béns mobles que existien a la comarca de l'Alt Empordà gestionats directament pel Govern de la República, a través del Ministeri d'Hisenda, dirigit per Francisco Méndez Aspe, i de la Junta del Tesoro Artístico, dirigida per Timoteo Pérez Rubio.
A banda, gestionats per la Conselleria de Cultura de la Generalitat de Catalunya, a les comarques gironines existien els dipòsits d'art d'Olot, Bescanó, Darnius i Agullana.
Els primers transports a la mina van tenir lloc el primer trimestre de 1938 i els darrers que en van sortir van ser el febrer de 1939.
Des de l'edifici es podia accedir directament a la mina gràcies als muntacàrregues que comunicava amb la mina inferior, ja existent, per a descarregar el material que arribava amb camions. L'edifici es va habilitar amb despatxos i habitacions. Al sostre de la planta baixa es va instal·lar un mecanisme de rails de ferro que anaven des de la porta principal fins als muntacàrregues, per tal de facilitar el transport i la baixada el material fins als ascensors i la bocamina.
A la segona planta s'hi accedeix per un cos d'escala lateral on hi havia la part superior del mecanisme motoritzat dels ascensors i diferents espais d'habitació i despatxos, a més de l'accés a una àmplia terrassa. El despatx principal, orientat a sud-oest conserva el cartell pintat amb la indicació Ingeniero amb lletra majúscula sobre la porta, que era destinat a Juan Negrín Mijailov. El ministre d'Economia, Francisco Méndez Aspe, va residir a l'edifici durant un temps, el 1938.
Pel que fa a la galeria de la mina, a 50 m de la bocamina hi ha la comunicació entre els muntacàrregues de l'edifici amb l'interior de la mina. Un cop descarregat el material, aquest era transportat 200 m fins a la cambra cuirassada a l'interior de la muntanya. La cambra, de forma rectangular, el 2007 –la darrera vegada que va ser accessible- presentava relativament un bon estat de conservació, al marge de l'excés d'humitat i les zones parcialment inundades d'aigua procedent de la muntanya.

## L'evacuació de l'edifici
Amb la derrota republicana a la batalla de l'Ebre, el novembre de 1938, el darrer dels intents per combatre ofensivament l'exèrcit sollevat, va començar, el desembre, l'ocupació de Catalunya, que es va acabar el 14 de febrer, quan els franquistes van arribar a tots els punts del Pirineu oriental.
L'evacuació de l'edifici va començar-se a plantejar a partir de la caiguda de Barcelona, el 26 de gener de 1939. El Govern republicà, juntament amb els ministeris, les Corts i els òrgans de direcció militar, van abandonar Barcelona a partir del dia 22 de gener i es va establir a l'Empordà, davant la necessitat irreversible d'haver de refugiar-se a França. La comarca es va convertir, entre el 26 de gener i el 9 de febrer, en “la pequeña zona roja”, en l'últim reducte de les autoritats republicanes, entre Figueres, Peralada, Agullana i La Vajol, abans de marxar a l'exili dins un ambient de caos, pluja, fred, desànim i desorganització amb la pressió militar dels ferotges bombardejos a Figueres i les principals vies de comunicació terrestres.
Llavors tot el procés de l'èxode de persones que fugien de la repressió de l'exèrcit ocupant es va accelerar. I també ho va fer el procés d'evacuació del patrimoni artístic i econòmic dispers entre Figueres, Peralada, La Vajol, Cabanelles, Roses, Besalú, Agullana i Darnius.
Les carreteres anaven plenes de civils que fugien a França, soldats vençuts, en una imatge apocalíptica de masses humanes afamades i mortes de fred.
La part relativa al Banc d'Espanya i la Caja de Reparaciones es va evacuar entre els dies 1 i 2 de febrer i la resta de patrimoni artístic es va evacuar el dia 5 de febrer, deixant buit l'edifici i la càmera cuirassada. El dia 3 de febrer de 1939 va tenir lloc al Castell de Sant Ferran de Figueres la signatura d'un acord internacional del Comitè Internacional de Museus que va permetre l'evacuació a França del patrimoni artístic dipositat a Figueres, Peralada, La Vajol, Darnius i Agullana i el seu posterior trasllat a Ginebra, la seu de la Societat de Nacions. Les parts signatàries de l'acord de Figueres van ser tres: el Govern de la República (representat per Álvarez del Vayo com a ministre d'Estat, Timoteo Pérez Rubio com a president de la Junta Central del Tresor Artístic), un comitè internacional de caràcter semioficial integrat per directius dels principals museus europeus, com el Musée du Louvre parisenc i la National Gallery londinenca, a iniciativa del pintor Josep María Sert i el secretari general de la SDN, Joseph Avenol a qui es va demanar l'ús del Palais des Nations com a territori neutral on dipositar les obres.
La política d'evacuació del patrimoni econòmic es va dirigir a França per ser embarcat cap a Mèxic. En canvi, el patrimoni artístic es va dirigir a França amb destí a Suïssa, on va ser exposat parcialment l'estiu de 1939 i retornat a Espanya, després de les negociacions pertinents i previstes amb l'Acord de Figueres, el mes de setembre.
Entre els dies 4 i 9 de febrer van sortir 71 camions dels diferents dipòsits, que van arribar fins al Castell d'Aubiry (Château Bardou), a Ceret, des d'on van traslladar-se, en tren, via Perpinyà, el 12 de febrer, fins a Ginebra. El dia 25 de febrer va sortir el vaixell Vita des del port de Le Havre (Normandia) amb destí a Mèxic.
El 9 de febrer es van organitzar els darrers transports, el mateix dia que van arribar els franquistes al Pertús. Els dos darrers camions, procedents del dipòsit d'art de Darnius, gestionat per la Generalitat de Catalunya, van ser evacuats per ordre del Govern de la República. Un d'ells es va quedar a 200 metres de la frontera, sense poder passar i el segon va passar el contingut per la muntanya, per la zona de La Vajol, fins a un mas de les Illes, en una acció heroica i extraordinària dirigida pel tinent de carrabiners Alexandre Blasi.
No va ser possible buidar tots els dipòsits i moltes caixes es van quedar al seu lloc fins que van arribar les forces militars franquistes, com és el cas d'Olot, del Castell de Figueres o Can Descals de Darnius.
El president Manuel Azaña, entre el 31 de gener i el 4 de febrer, va residir a Can Barris, una gran casa prop de la carretera de La Vajol a Maçanet de Cabrenys. El 5 de febrer, a la matinada, va sortir d'allà per pujar per la via (ampliada per a fer-hi passar vehicles, fins un cert punt, pel Cos de Carrabiners) que portava al coll de Lli i al poble de Les Illes. La nit del 4 al 5 de febrer el president de la República veu com passen els camions que evacuen la mina des de Can Barris i ho reflecteix a les seves memòries, impacient i delerós que es pogués concloure l'evacuació.

Si el 28 de gener es va aconseguir que la població civil pogués entrar a França, la població militar ho va poder fer a partir del 5 de febrer, la mateixa data en què les comitives de les autoritats republicanes (La Presidència de la República, Azaña, La Presidència de les Corts, Martínez Barrio, i els presidents dels governs autonòmics, Catalunya i Euskadi, Companys i Aguirre) van arribar a França a través de La Vajol, el Coll de Lli i Les Illes, fins El Voló. El Govern republicà es va acabar establint a Mèxic i es van organitzar sobretot dos organismes d'ajuda als refugiats, el SERE (Servicio de Evacuación de Republicanos Españoles) i la JARE (Junta de Ayuda a los Republicanos Españoles).
La guerra es va acabar a Catalunya el 14 de febrer amb l'ocupació franquista de tot el territori i a la resta d'Espanya el dia 1 d'abril de 1939, després del cop d'estat en territori republicà del Coronel Segismundo Casado, cap de l'Exèrcit del Centre, el 5 de març.
El dia 1 de juny de 1939 es va inaugurar l'exposició Les obres mestres del Museu del Prado a Ginebra. Aquesta excepcional i històrica exposició temporal es va poder visitar fins al 31 d'agost i al dia següent va començar el retorn de les obres cap a l'Espanya franquista.
El 1940 Azaña va morir a Montalban i Lluís Companys a Barcelona, després d'haver sigut detingut a França per la Gestapo amb la col·laboració del Govern de Vichy i els agents de la policia franquista, encapçalats per Pedro Urraca, i extradit a Espanya.

## La mina durant el Franquisme
El mateix 1939 l'edifici va ser buidat i saquejat. Els muntacàrregues, motors, transformadors elèctrics, parts metàl·liques i mecanismes aprofitables que no van ser recuperades pels serveis de l'Exèrcit d'ocupació franquista es van arrencar i vendre clandestinament. Els veïns de la Vajol també van aprofitar-ne algunes parts, com ara les lones de camuflatge, per a fer cortinatges.
Durant els primers anys del Franquisme la família Giralt va poder recuperar la propietat i l'activitat minera, que es va mantenir fins al 1993. El pare de Miquel Giralt va haver de fer un pagament al Govern de la dictadura per poder legalitzar la propietat de l'edifici que el Govern de la República havia construït. L'edifici, llavors, no tenia cap funció, ja que els obrers entraven per baix i van construir un aixopluc per les feines i l'organització necessàries, i va restar obert durant molts anys. Això va permetre que tingués un estat de conservació deplorable, sense gairebé tancaments, filtracions d'aigua i pintades amb noms, lemes i dates a les parets tant de l'edifici com de la mina i la càmera cuirassada.
El mes d'abril de 1974, però, un fet va situar l'edifici a l'actualitat dels mitjans de premsa, ja que algú va obrir un doble fons que existia prop de la porta principal de la mina i el propietari de la mina va denunciar-ho a les autoritats, fet que va generar l'interès popular i diversos articles a la premsa de Barcelona i Girona (La Vanguardia, El Noticiero Universal o Los Sitios) i un reportatge fotogràfic de Narcís Sans (Arxiu Municipal de Girona).
Aquest fet i les diferents interpretacions amb poc fonament, com el testimoni del propietari de la mina, Miquel Giralt Fernández, i rumors populars de tradició oral sobre el pas per la mina de béns del patrimoni econòmic de la República va donar peu a diverses llegendes sobre la pèrdua d'alguna part d'aquest tresor entre la mina i la frontera, els darrers dies de la retirada republicana. El que es coneix com a “Tresor d'en Negrín”, “L'or de la República” o “El setè camió” entra dins la memòria col·lectiva com una fantasia popular que dona per suposat que una part d'aquest patrimoni es va perdre o no es va traslladar segons s'havia previst aprofitant el desordre del moment final de l'ocupació franquista de la zona, entre el dia 1 i 9 de febrer de 1939. Publicacions com “El setè camió. El tresor perdut de la República”, de l'escriptora Assumpta Montellà, de 2007 i documentals per a TV3 com “El tresor del setè camió”, realitzat per Felip Solé, que tenia tres capítols d'una hora cadascun, van donar protagonisme i difusió pública a la mina de la Vajol, explicant la seva rellevància com a dipòsit d'art, or i joies durant la guerra a través de documents d'arxiu i testimonis orals, i van incidir en aquest aspecte de l'activitat dels cercadors de tresors amb detectors de metalls i en alguns casos de troballes d'or a la zona.
La mina de talc va continuar la seva activitat fins al 1993, essent la darrera mina de talc catalana que va tancar, i des de llavors es va accelerar el seu estat ruïnós, fins al punt que es va ensorrar l'accés a la càmera cuirassada. El 2007, durant la gravació del documental “El tresor del setè camió”, es va apuntalar l'accés i es va poder tornar a accedir a la sala de dipòsit, però des de llavors l'espai és inaccessible per manca de seguretat.

## La recuperació de patrimoni memorial de la mina
Miquel Giralt Fernández (Palamós, 1930 - La Vajol, 2014), propietari de la mina, va ser escollit alcalde, en representació d'Esquerra Republicana de Catalunya, el 1979, i va ser dels primers representants públics a promoure i reivindicar la història i la memòria de l'exili republicà i la rellevància dels darrers dies de la Catalunya republicana i el pas del president Companys per la Vajol camí de l'exili. El mateix 15 d'octubre de 1979, data de l'afusellament de Companys a Barcelona el 1940, va tenir lloc el primer d'aquests actes commemoratius, amb la presència del president Tarradellas.
Giralt, que va ser alcalde del municipi des de l'any 1979 a 1999, va ser un dels membres fundadors de la Comissió d'Actes Lluís Companys de la Vajol (1982), que va promoure el Monument a Lluís Companys i l'accés per carretera al Coll de la Manrella, inaugurat el 1981. L'octubre de 1986 va facilitar que l'Amical de Mauthausen, a través de Jordi Riera, instal·lés una placa memorial en record del president Companys. L'11 de setembre de 1989 va tenir lloc, en commemoració als 50 anys de l'exili, un acte commemoratiu de la Generalitat de Catalunya.
Entre 1995 i 2009, després de la fi de l'activitat minera, Miquel Giralt va promoure, sense èxit, la creació d'un museu de l'exili amb seu a l'edifici de la mina a través de la Comissió de Treball per al Museu de l'Exili Mundial, motiu pel qual va contactar amb diverses administracions públiques en més d'una ocasió. En aquest període Giralt va habilitar diferents espais de l'edifici amb cartells, fotocòpies i textos sobre l'exili republicà i hi va pintar les efígies de diferents protagonistes històrics de la República, com Azaña, Negrín, Companys, Aguirre o Tarradellas, de les quals en resten, actualment, les existents a la terrassa de la segona planta. També en aquesta època, i fins que li va ser possible fer-ho, Giralt va guiar i mostrar de manera desinteressada, oferint els seu propi testimoni de l'exili, el poble de la Vajol, l'edifici de la mina i la càmera cuirassada a centenars de persones que van visitar el poble interessades per l'exili republicà.
El 2000 va promoure també, en una finca de la seva propietat, la creació d'una escultura de bronze, de Joan Garcia-Codina i Lola Reyes, en homenatge a l'exili republicà i basada en la fotografia icònica de la Retirada republicana, protagonitzada per la família Gracia a Prats de Molló (Amadeo i Alicia Gracia).
El 2002 la Fundació Sabino Arana - Euskara Kultur Elkargoa va fer una visita commemorativa i va inaugurar un monòlit amb en homenatge al president Aguirre amb un petit text en català i basc.
El 2008 es va inaugurar el Museu Memorial de l'Exili de la Jonquera i es van iniciar les visites del servei educatiu als espais de memòria de la Vajol, a la Mina Canta, Coll de Lli, Homenatge a l'exili, Can Barris i Coll de Manrella (Agullana), espais senyalitzats pel Memorial Democràtic en català, castellà, francès, anglès (i basc, al Coll de Lli) des de 2009.
El 2010, quatre anys abans de la seva mort, Giralt va ser merescudament reconegut per la Generalitat de Catalunya per “la solitud en què va iniciar fa molts anys la tasca de divulgació de la nostra història, la seva dedicació i generositat i, al mateix temps, ha destacat la voluntat del Govern de recuperar la memòria històrica que ha quedat expressada amb totes les accions del Memorial Democràtic i de totes les persones i entitats del territori”.
En l'àmbit de la historiografia i la difusió històrica les aportacions dels historiadors, encapçalats pels estudis que sobre el periple del patrimoni artístic durant la Guerra d'Espanya de José Álvarez Lopera, als anys 80, i els que, des de 1991, ha publicat el professor i catedràtic de la UCM Arturo Colorado Castellary, un dels principals investigadors del processos d'evacuació del patrimoni artístic i econòmic de la Segona República, que també va comissariar, el 2010, l'exposició itinerant Art salvat. 70è aniversari del salvament del patrimoni artístic espanyol i de la intervenció internacional.
A nivell català cal esmentar les aportacions de Mercè Vidal, Francesc Gracia i Glòria Munilla, Alfons Martínez, Francesc Vilanova, Mireia Capdevila, Joaquim Nadal, Gemma Domènech i les recerques i publicacions sobre aquesta qüestió de l'Institut Català de Recerca en Patrimoni Cultural de Girona, adscrit a la UdG i de la Fundació Carles Pi i Sunyer de Barcelona.
Cal esmentar també diferents documentals que han tractat la temàtica de l'evacuació del patrimoni artístic, com el capítol La caída de Cataluña, de la sèrie documental España en Guerra, de 1987, dirigida per Pascual Cervera, el documental Art en perill, de 1991, realitzat per Maria Lluïsa del Romero Sánchez-Cutillas pel Canal 9, el documental El frende del Arte, realizado por Alfonso Arteseros con guión de Arturo Colorado Castellary, Producciones Cibeles, de 2003; el documental de recreació històrica Las cajas españolas, d'Alberto Porlan (2004), un homenatge a Timoteo Pérez Rubio i la Junta del Tresor Artístic, el documental vinculat a l'exposició del Museo del Prado Arte Protegido. Memoria de la Junta del Tesoro Artístico durante la Guerra Civil, de Manuel García Muñoz, de 2002, o el documental de Felip Solé El tresor del seté camió, per a Tv3, de 2007, de tres capítols de durada dedicats al destí que va tenir l'art i els valors del govern republicà durant els últims dies de la guerra. Darrerament, el periodista Xavier Febrés ha publicat "El tresor de la Vajol" (Ed. Gavarres, 2023), dedicat a la mina Canta i al context de la derrota republicana i al pas de frontera vers l'exili.
Pel que fa a la seva protecció i recuperació, l'edifici i la finca de la mina van esdevenir un espai municipal, de propietat de l'Ajuntament, per cessió de la propietat (Miquel Giralt i Anna Cortés), el 2011, essent alcaldesses Montserrat Sarabia i Dolors Manzanera. El 2017 el figuerenc Ferran Riera va presentar el treball final del màster de Turisme Cultural (UdG): Valorització patrimonial de la mina Canta de la Vajol mitjançant una proposta aplicada de turisme cultural on va analitzar i proposar amb detall algunes possibilitats culturals i turístiques d'aquest espai de memòria amb la creació d'un futur centre d'interpretació que va anomenar Centre de Memòria Mina Canta (CMMC).
El 2020 l'edifici va ser declarat com a Bé Cultural d'Interès Local (BCIL) a instàncies de l'Ajuntament, a través del Consell Comarcal i, entre 2020 i 2022, la Diputació de Girona ha finançat tres etapes d'obres de manteniment, consolidació i restauració de l'edifici, essent alcalde Joaquim Morillo. Finalment, el 2023, la Direcció General de Memòria Democràtica ha donat suport a l'Ajuntament per posar en funcionament la museografia de l'edifici, que es pot visitar a través del servei educatiu del MUME.

## El carabiner Alexandre Blasi Boher i el darrer camió
Alexandre Blasi Boher, nascut a Alentorn (Artesa de Segre) l'any 1910, era el cinquè dels sis fills d'Enric Blasi Guimet i Maria Boher Porta. Establert des de ben jove a Barcelona, a casa de la seva germana Nati i el seu cunyat Pere Brescó Coma, va treballar com a torner al taller mecànic Manufacturas Metálicas i com a dependent i comercial a la botiga de material elèctric Brescó y Coma, de la qual n'era copropietari el seu cunyat, Pere Brescó. En aquests anys es va afeccionar a la boxa i des de 1934 va formar part de l'associació catalanista La Falç.
A l'inici de la Guerra Civil, amb el carnet de conduir acabat d'obtenir, es va allistar als Batallones de Milicias Antifascistas Carlos Marx, es va vincula al PSUC i a la UGT i va ingressar al Cos de Carrabiners el desembre de 1936. El juliol següent, després de passar per l'acadèmia d'Oriola (Alacant, va esdevenir sergent i després tinent, el setembre de 1937. Va ser destinat a Castelló de la Plana, i el 1938, a la Vajol (Alt Empordà).
A la Vajol va estar treballant al voltant del búnquer a la mina Canta que es va utilitzar per dipositar i protegir or, divises i art de la República en cas d'ocupació o perill en altres territoris republicans. Al final de la guerra, entre l'1 i el 9 de febrer de 1939, va dirigir l'evacuació dels dipòsits de la mina Canta (la Vajol), el mas Perxés (Agullana) i el mas Descals (Darnius), amb obres rellevants del Tresor Artístic espanyol i també del Tresor Artístic català.
Blasi va protagonitzar una de les aventures més extraordinàries de tot el periple: el pas a través de la muntanya, a pes de braços, del darrer dels camions que van travessar la frontera abans de l'ocupació franquista de l'Empordà, el 9 de febrer de 1939, el mateix dia que les tropes franquistes arribaven a la frontera francesa, al Pertús.

A França, Alexandre Blasi va esquivar els camps de concentració gràcies a l'amistat amb la família Reina Safont, que el va acollir a casa seva, a Perpinyà, fins al desembre de 1939, però amb qui tindrà relació epistolar i suport fins al seu retorn a Catalunya, el 1942[1]. En aquests mesos va visitar i ajudar els companys carrabiners i els altres coneguts internats als camps de concentració situats a les platges rosselloneses. A finals de desembre de 1939 va ser traslladat per les autoritats franceses per treballar a Saint-Chamas, a la regió francesa de la Provença-Alps-Costa Blava, on la seva experiència com a torner li va servir per treballar a la fàbrica de pólvora (Poudrerie Nationale) de Saint-Chamas, tot i que també va participar en les veremes i va treballar com a pagès i manobre.

Al llarg d'aquests tres anys a l'exili Blasi va mantenir una fluida correspondència amb la seva família i la seva promesa, Pepita Darner, i va recollir les seves impressions i experiències en un llarg dietari que havia iniciat en els darrers dies de la Catalunya republicana, a la Vajol. L'abril de 1942, passant clandestinament pel mateix camí per on havia marxat tres anys abans (Les Illes i Agullana), va tornar a Catalunya. Es va establir a Barcelona de nou i el 1943 es va casar amb Pepita Darner. Al final de la seva vida, Alexandre Blasi va veure reconegut el seu servei al cos de carrabiners amb les pensions que el Govern socialista va aprovar als anys vuitanta per als militars republicans i va ser membre, a partir de 1987, de l'Asociación de Carabineros de la República (1936-1939). Blasi va morir a Barcelona el 7 de novembre de 1989.

El setembre de 2017, la família Blasi Darner van fer donació al Museu Memorial de l'Exili del fons documental d'Alexandre Blasi Boher. La documentació cedida pels germans Blasi Darner dona testimoni de la vivència de la guerra i l'exili a França d'Alexandre Blasi. Més enllà d'enriquir el fons del museu, aquesta cessió ha permès donar a conèixer la figura d'Alexandre Blasi i reconstruir una part de la història recent de Catalunya.
[1] Gràcies a la relació que Blasi va establir amb la família Safont, que eren masovers del mas Cros de la Vajol, i que van allotjar la seva germana Nati durant unes setmanes el 1939, el pare de la família, Salvador Safont, va posar en contacte Alexandre Blasi amb la seva filla, Enriqueta Safont, i el seu gendre, Josep Reina, que vivien a Perpinyà, per tal que l'acollissin i ajudessin.